# Stoke (Nouvelle-Zélande)
Pour les articles homonymes, voir Stoke.
Stoke est une banlieue de la cité de Nelson, située dans l’Île du Sud de la Nouvelle-Zélande.

## Situation
Elle est localisée entre les villes de Richmond et celle de Tahunanui.

## Population
En 2013, sa population était de 17 163 habitants .

## Toponymie
Stoke fut dénommée par ‘ William Songer’, le domestique de Arthur Wakefield, d’après son lieu de naissance Stoke-by-Nayland dans le Suffolk .

## Distinction
En 2010, la ville fut élue "Keep New Zealand Beautiful Peoples Choice Best Place in New Zealand".

## Attractions
Les attractions au niveau de la ville de Stocke comprennent :
- Isel Park – un parc historique et une maison, qui constituent une partie de l’héritage laissé par la famille Marsden à la ville de Stoke [4]. Isel Park contient aussi les installations de recherche d’Isel Park qui font partie du Musée provincial de Nelson (en).
- Monaco – une péninsule résidentielle, qui est juste à l’entrée de l’estuaire de Waimea.
- The Stoke Hand – une sculpture d’extérieur, qui dépend de la bibliothèque de la ville de Stoke.

Sport:
- Saxton's Field : un terrain de sport d’extérieur avec des activités de softball, cricket et football, et le terrain de hockey et aussi des cours pour le netball.

Il y a aussi un programme de tir à l’arc. 
- Saxtons' Stadium, pour les sports en intérieur tels que le football indor, hand-ball,  tennis de table et volley-ball.

C’est le siège de l’équipe de basket-ball des ̺Nelson Giants.
- Nayland Park Pools – comprenant un bassin de natation de 50 m chauffé et un bassin de plongée.

## Nom des rues
Un groupe de rues de Stoke ont été dénommées d’après des personnes célèbres de la littérature. 
Ces rues s’étendent entre la rue principale Main Road Stoke et Nayland Road, Elles comprennent:
- Kipling Crescent,
- Tennyson Crescent,
- Keats Crescent,
- Shelley Avenue,
- Marlowe Street,
- Browning Crescent,
- Dickens Street,
- Homer Street,
- Coleridge Place

## Éducation
Liste des écoles du secteur de Nelson en Nouvelle-Zélande (en)
Écoles primaires 
- Stoke Primary School – fondée en 1845, la seconde plus ancienne école publique en continu de la Nouvelle-Zélande
- Nayland Primary School
- Birchwood Primary School
- Enner Glynn Primary School

Écoles intermédiaires
- Broadgreen Intermediate School

Collèges secondaires
- collège de Nayland (en).
- une école secondaire catholique mixte: Collège Garin (en), se  situe légèrement à l’ouest de la ville de Stoke.